# Silvia Pinal
Silvia Pinal Hidalgo  (Guaymas, Sonora, 1931. szeptember 12. – 2024. november 28.) mexikói színésznő és producer.

## Magánélete
1947-ben hozzáment Rafael Banquellshez, Silvia nevű lányuk született, aki szintén színésznő lett. 1952-ben elváltak. 1961-ben házasságot kötött Gustavo Alatristével, akitől Viridiana nevű lánya született. 1967-ben váltak el.  
Viridiana 1982-ben meghalt autóbalesetben. 1967-ben házasságot kötött Enrique Guzmánnal. Házasságukból két gyermek született: Luis Enrique és Alejandra. 1976-ban váltak el. 
1982-ben hozzáment Tulio Hernández Gómezhez, akitől 1995-ben elvált.

## Filmjei
- La tercera llamadas (2013)
- Arrietty (2013)
- El agente 00-P2 (2008)
- Ya no los hacen como antes (2003)
- A propósito de Buñuel (2000)
- Modelo antiguo (1992)
- Pubis angelical (1982)
- El niño de su mamá (1980)
- El canto de la cigarra (1980)
- Amor es veneno (1980)
- Dos y dos, cinco (1980)
- Divinas palabras (1977)
- México de mis amores (1977)
- Las mariposas disecadas (1977)
- Los cacos (once al asalto) (1971)

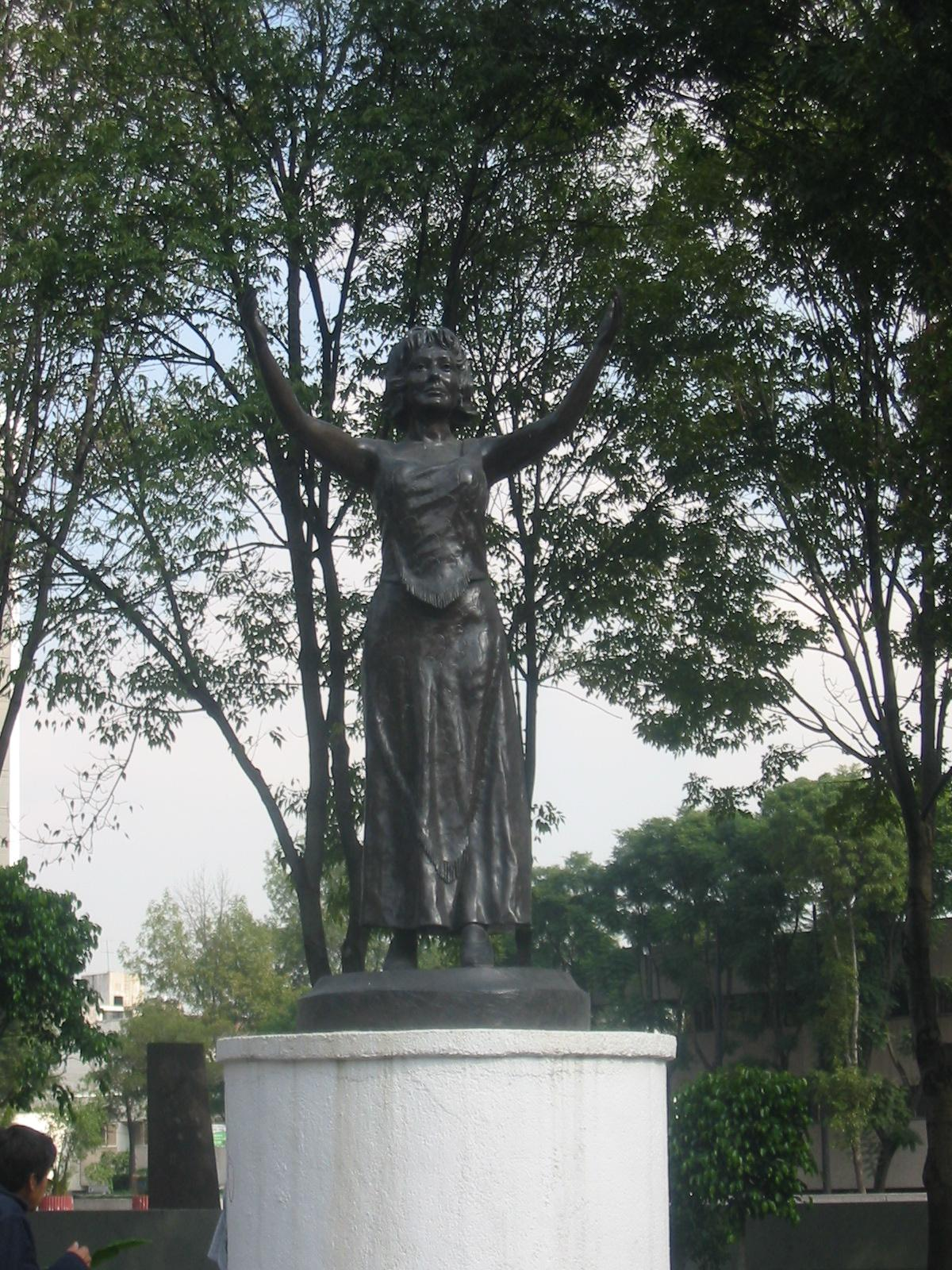
Silvia Pinal szobra Mexikóvárosban

- ¡Cómo hay gente sinvergüenza! (1971)
- Secreto de confesión (1971)
- Bang Bang... al hoyo (1970)
- Shark! (1970)
- Caín, Abel y el otro (1970)
- La mujer de oro (1969)
- Los novios (1969)
- La hermana Trinquete (1969)
- El amor de María Isabel (1968)
- El cuerpazo del delito (1968)
- El despertar del lobo (1968)
- La bataille de San Sebastian (1968)
- 24 horas de placer (1968)
- María Isabel (1967)
- La güera Xóchitl (1966)
- Juego peligroso (1966)
- Estrategia matrimonio (1966)
- La soldadera (1966)
- Simón del desierto (1965)
- Los cuervos están de luto (1965)
- Buenas noches, año nuevo (1964)
- El ángel exterminador (Az öldöklő angyal) (1962)
- Viridiana (1961)
- Adiós, Mimí Pompón (1961)
- Maribel y la extraña familia (1960)
- Uomini e Nobiluomini (1959)
- Charlestón (1959)
- Las locuras de Bárbara (1959)
- El hombre que me gusta (1958)
- Una cita de amor (1958)
- ¡Viva el amor! (1956)
- Desnúdate, Lucrecia (1958)
- Mi desconocida esposa (1958)
- Préstame tu cuerpo (1957)
- Dios no lo quiera (1957)
- Una golfa (1957)
- La dulce enemiga (1956)
- La adúltera (1956)
- Cabo de Hornos (1956)
- Teatro del crimen (1956)
- El inocente (1955)
- Locura pasional (1955)
- El vendedor de muñecas (1955)
- Historia de un Abrigo de Mink (1955)
- Pecado mortal (1954)
- Amor en cuatro tiempos (1954)
- La sospechosa (1954)
- La vida tiene tres días (1954)
- Si volvieras a mí? (1954)
- Historia de un abrigo de mink (1954)
- Hijas casaderas (1954)
- Un extraño en la escalera (1954)
- Mis tres viudas alegres (1953)
- Yo soy muy macho (1953)
- Si volvieras a mí (1953)
- Las cariñosas (1953)
- Reventa de esclavas (1953)
- Cuando los hijos pecan (1952)
- Ahora soy rico (1952)
- Un rincón cerca del cielo (1952)
- Me traes de un ala (1952)
- Doña Mariquita de mi corazón (1952)
- El casto Susano (1952)
- Sí... mi vida (1952)
- Por ellas aunque mal paguen (1952)
- Mujer de medianoche (1952)
- La estatua de carne (1951)
- Una gallega baila mambo (1951)
- Azahares para tu boda (1950)
- El amor no es negocio (1950)
- Recién casados... no molestar (1950)
- El amor no es ciego (1950)
- La marca del zorrillo (1950)
- El rey del barrio (1950)
- La mujer que yo perdí (1949)
- Puerta, joven (El portero) (1949)
- Escuela para casadas (1949)
- El pecado de Laura (1948)
- Bamba (1948)

## Telenovellák
- Mi marido tiene familia (2017)... Imelda Sierra de Córcega
- Una familia con suerte (2011)... Önmaga
- Soy tu dueña (A csábítás földjén, Riválisok) (2010)... Isabel Rangel Vda. de Dorantes
- Fuego en la sangre (2008)... Santita
- Amor sin maquillaje (2007)
- Amarte es mi pecado (2004)
- Aventuras en el tiempo (2001)... Önmaga
- Carita de ángel (2000-2001)... Reverenda Lucía
- El privilegio de amar (Titkok és szerelmek) (1998-1999)... Önmaga
- Lazos de amor (1995-1996)... Önmaga
- Eclipse (1984).... Magda
- Mañana es primavera (1982)... Amanda Serrano
- ¿Quién? (1973)... Mirna / Sonia
- Los Caudillos (1968)... Jimena

## Műsorok
- Mujeres asesinas (2009) Inés
- Una familia de 10 (2007)
- Mujer, casos de la vida real (1985-2007)
- Silvia y Enrique (1968-1972)